# Amy Mußul
Amy Mußul (* 24. April 1991 in Berlin) ist eine deutsche Schauspielerin und Moderatorin.

## Leben
Mußul stand zum ersten Mal im Alter von sechs Jahren vor der Kamera. Nach einigen Werbeauftritten, wie z. B. für Aktion Mensch, erhielt sie 2001 ihre erste Hauptrolle in dem ARD-Spielfilm Alles Samba an der Seite von Gudrun Landgrebe und Ulrich Mühe. Anschließend folgten diverse Rollen in Film und Fernsehen. So spielte sie unter anderem in der ARD-Serie Die Stein die durchgehende Rolle der Shirin Keil, in dem Sat1-Film Der Amokläufer neben Anja Kling sowie in Uli Edels ZDF-Dreiteiler Das Adlon. Eine Familiensaga. Ihr Kinodebüt gab Mußul 2006 mit dem Film Knallhart neben David Kross unter der Regie von Detlev Buck. Von 2010 bis 2014 studierte sie Schauspiel an der Filmuniversität Babelsberg. Von 2016 bis 2018 spielte Mußul in tragender Rolle die Hochzeitsplanerin Laura in der ZDF-Fernsehreihe Kreuzfahrt ins Glück. Seit Februar 2019 ist sie in der Rolle der Kommissarin Kim Nowak in der ZDF-Serie SOKO Leipzig zu sehen.
Des Weiteren moderierte Mußul seit ihrem 13. Lebensjahr diverse Sendungen für den Disney Channel (Deutschland) und Super RTL, wofür sie im Jahre 2012 für den MIRA Award in der Kategorie „Beste Moderatorin“ nominiert wurde. In der Kindersendung motzgurke.tv war sie als Reporterin Nelly zu sehen.
Seit ihrer Kindheit tanzt sie professionell, zunächst Ballett im Friedrichstadt-Palast Berlin, später auch HipHop.
Mußul lebt in Berlin.

## Filmografie

### Kino
- 2006: Knallhart
- 2009: Rock It!

### Fernsehen
- 2003: Alles Samba
- 2007: Die Stein (13 Folgen)
- 2006–2008: Disneys Kurze Pause
- 2008: Der Amokläufer
- 2013: Der Feind in meinem Leben
- 2013: Das Adlon. Eine Familiensaga
- 2013–2015: motzgurke.tv
- 2015: Block B – Unter Arrest (10 Folgen)
- 2015: In aller Freundschaft (Folge Spitzenbelastung)
- 2015: Der Alte (Folge Paradiesvogel)
- 2015: Sense8 I (Folge I Am Also A We)
- 2016: Das Traumschiff – Cook Islands
- 2016–2018: Kreuzfahrt ins Glück (5 Folgen)
- 2017: Charité  (Folge Zeitenwende)
- 2017: Schuld nach Ferdinand von Schirach (Folge Familie)
- 2017: Alarm für Cobra 11 – Die Autobahnpolizei (Folge Der König von Ahjada)
- 2017: Triff … (Pilotfolge Triff Martin Luther)
- 2018: Tatverdacht – Team Frankfurt ermittelt (Folge Outing)
- 2018: Kommissarin Heller (Folge Vorsehung)
- seit 2018: SOKO Leipzig
- 2019: Der vierte Mann (Serien-Special von SOKO Donau mit SOKO Leipzig)

### Kurzfilme
- 2006: Samis Geschenk
- 2012: Somewhere Else
- 2012: Leos Schuld
- 2013: Never Ever
- 2014: Forever Over
- Diverse Kurzfilm-Projekte an der Filmuniversität Babelsberg

### Auszeichnungen
- 2012: Nominierung als „Beste Moderatorin“ beim MIRA Award